# NGC 7161
NGC 7161 is een dubbelster in het sterrenbeeld Pegasus. Het hemelobject werd op 13 september 1862 ontdekt door de Duits-Deense astronoom Heinrich Louis d'Arrest.